# Chipre nos Jogos Olímpicos de Verão de 1980
Chipre participou dos Jogos Olímpicos de Verão de 1980, realizados em Moscou, na então União Soviética. 
Foi a primeira aparição do país nos Jogos Olímpicos, onde foi representado por 14 atletas, sendo 12 homens e duas mulheres, que competiram em três esportes.

## Competidores
Esta foi a participação por modalidade nesta edição:
| Esporte | Masculino | Feminino | Total |
| ------- | --------- | -------- | ----- |
| Judô    | 5         | 0        | 5     |
| Natação | 2         | 2        | 4     |
| Vela    | 5         | 0        | 5     |
| Total   | 12        | 2        | 14    |

## Desempenho

### Judô
Masculino
| Atleta                    | Evento | Fase de 32                     | Oitavas de final               | Quartas de final                | Semifinal            | Repescagem 1–2       | Final                | Final       | Ref.        |
| Atleta                    | Evento | Adversário Resultado           | Adversário Resultado           | Adversário Resultado            | Adversário Resultado | Adversário Resultado | Adversário Resultado | Pos.        | Ref.        |
| ------------------------- | ------ | ------------------------------ | ------------------------------ | ------------------------------- | -------------------- | -------------------- | -------------------- | ----------- | ----------- |
| Spyros Spyrou             | −60 kg | MAD Ashikhoussen V Yusei-gachi | GBR Holliday D Ippon           | Não avançou                     | Não avançou          | Não avançou          | Não avançou          | Não avançou | [ 3 ]       |
| Konstantinos Konstantinou | −65 kg | MAD Rabary D Yuko              | Não avançou                    | Não avançou                     | Não avançou          | Não avançou          | Não avançou          | Não avançou | [ 4 ]       |
| Neofitos Aresti           | −71 kg | SWE Nilsson D Ippon            | Não avançou                    | Não avançou                     | Não avançou          | Não avançou          | Não avançou          | Não avançou | [ 5 ]       |
| Kostas Papakostas         | −86 kg | —                              | ECU Estrella V Waza-ari-wasete | SUI Röthlisberger D Fusen-gachi | Não avançou          | SWE Ström D DNS      | Não avançou          | Não avançou | [ 6 ] [ 7 ] |
| Panikos Eyripidou         | −95 kg | ISL Friðriksson D Ippon        | Não avançou                    | Não avançou                     | Não avançou          | Não avançou          | Não avançou          | Não avançou | [ 8 ]       |

### Natação
Masculino
| Atleta         | Evento          | Eliminatórias | Eliminatórias | Semifinal   | Semifinal   | Final       | Final       | Ref.   |
| Atleta         | Evento          | Tempo         | Pos.          | Tempo       | Pos.        | Tempo       | Pos.        | Ref.   |
| -------------- | --------------- | ------------- | ------------- | ----------- | ----------- | ----------- | ----------- | ------ |
| Lakis Fylaktou | 100 m livre     | 57.41         | 33º           | Não avançou | Não avançou | Não avançou | Não avançou | [ 9 ]  |
| Lakis Fylaktou | 100 m costas    | 1:08.92       | 31º           | Não avançou | Não avançou | Não avançou | Não avançou | [ 10 ] |
| Linos Petridis | 100 m peito     | DNS           | DNS           | Não avançou | Não avançou | Não avançou | Não avançou | [ 11 ] |
| Linos Petridis | 100 m borboleta | 1:06.61       | 32º           | Não avançou | Não avançou | Não avançou | Não avançou | [ 12 ] |

Feminino
| Atleta            | Evento       | Eliminatórias | Eliminatórias | Semifinal | Semifinal | Final       | Final       | Ref.   |
| Atleta            | Evento       | Tempo         | Pos.          | Tempo     | Pos.      | Tempo       | Pos.        | Ref.   |
| ----------------- | ------------ | ------------- | ------------- | --------- | --------- | ----------- | ----------- | ------ |
| Olga Loizou       | 100 m livre  | 1:06.50       | 24º           | —         | —         | Não avançou | Não avançou | [ 13 ] |
| Anabel Drousiotou | 100 m costas | 1:15.85       | 23º           | —         | —         | Não avançou | Não avançou | [ 14 ] |

### Vela
Misto
| Atleta                                   | Evento          | Regatas | Regatas | Regatas | Regatas | Regatas | Regatas | Regatas | Pontos | Pos. | Ref.   |
| Atleta                                   | Evento          | 1       | 2       | 3       | 4       | 5       | 6       | 7       | Pontos | Pos. | Ref.   |
| ---------------------------------------- | --------------- | ------- | ------- | ------- | ------- | ------- | ------- | ------- | ------ | ---- | ------ |
| Panikos Rimis                            | Finn            | 11      | DNS     | 20      | 20      | DNF     | 20      | 18      | 147    | 21º  | [ 15 ] |
| Panagiotis Nikolaou Dimitrios Dimitriou  | 470             | 13      | 14      | 14      | 14      | 13      | 13      | 14      | 117    | 14º  | [ 16 ] |
| Marios Karapatakis Dimitrios Karapatakis | Flying Dutchman | 14      | DNF     | 15      | 14      | 15      | 15      | 14      | 123    | 15º  | [ 17 ] |

Legenda
| Recorde mundial      | Recorde mundial (World record)               |                       | Recorde africano                      | Recorde africano (African) |                                           | Q | Classificado por posição (Qualified) |
| Recorde olímpico     | Recorde olímpico (Olympic record)            | Recorde da América    | Recorde da América (Americas)         | q                          | Classificado por melhor tempo (Qualified) |   |                                      |
| Melhor marca do ano  | Melhor marca do ano (World leading)          | Recorde asiático      | Recorde asiático (Asian)              | DNS                        | Não largou (Did not start)                |   |                                      |
| Recorde nacional     | Recorde nacional (National record)           | Recorde europeu       | Recorde europeu (European)            | DNF                        | Não terminou (Did not finish)             |   |                                      |
| Recorde pessoal      | Recorde pessoal do atleta (Personal best)    | Recorde da Oceania    | Recorde da Oceania (Oceania)          | DSQ / DQ                   | Desclassificado (Disqualified)            |   |                                      |
| Recorde da temporada | Recorde da temporada do atleta (Season best) | Recorde sul-americano | Recorde sul-americano (South America) | NM                         | Sem marca (No mark)                       |   |                                      |

| M   | Regata da Medalha da qual só participam os dez primeiros colocados das regatas anteriores  |  |  | CAN | Regata cancelada |
| BFD | Desclassificado por bandeira preta (Black Flag Disqualified)                               |  |  |     |                  |
| UFD | Desclassificado por bandeira "U" (U Flag Disqualified)                                     |  |  |     |                  |
| OCS | Largada queimada (On the Course Side of the starting line)                                 |  |  |     |                  |
| DNE | Desclassificação sem eliminação (infração a um item do regulamento da prova – Did Not End) |  |  |     |                  |